# Sulagökduva
Sulagökduva (Turacoena sulaensis) är en fågel i familjen duvor inom ordningen duvfåglar.

## Utbredning och systematik
Fågeln förekommer i Sulaöarna och Banggaiöarna öster om Sulawesi i Indonesien. Tidigare behandlades den som en del av vitmaskad duva (T. manadensis) och vissa gör det fortfarande.

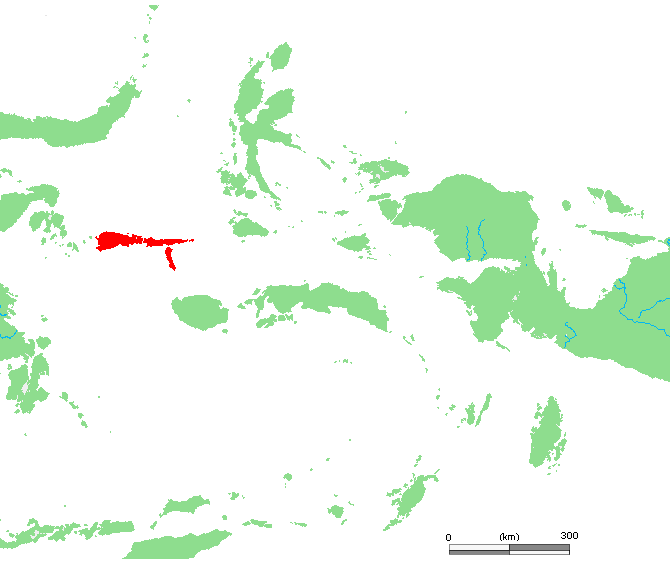
Fågelns svenska namn syftar på indonesiska Sulaöarna där den förekommer.

## Status
Trots det begränsade utbredningsområdet och att den tros minska i antal anses beståndet vara livskraftigt av internationella naturvårdsunionen IUCN.